# GSC2704-2202
GSC2704-2202 — хімічно пекулярна зоря спектрального класу
Зорі спектрального класу й має видиму зоряну величину в смузі V приблизно 9,8.